# Mètrica FLRW
La mètrica de Friedmann-Lemaître-Robertson-Walker (o mètrica FLRW) és una mètrica basada en la solució exacta de les equacions de camp de la relativitat general d'Einstein; descriu un Univers homogeni, isòtrop, en expansió (o en contracció) que està connectat per camins, però no necessàriament simplement connectat. La forma general de la mètrica es desprèn de les propietats geomètriques d'homogeneïtat i isotropia; les equacions de camp d'Einstein només són necessàries per derivar el factor d'escala de l'Univers en funció del temps.
Segons les preferències geogràfiques o històriques, el conjunt dels quatre científics (Alexander Friedmann, Georges Lemaître, Howard P. Robertson i Arthur Geoffrey Walker) s'agrupen habitualment com a Friedmann o Friedmann–Robertson–Walker (FRW) o Robertson–Walker (RW) o Friedmann–Lemaître (FL). Aquest model de vegades s'anomena Model Estàndard de la cosmologia moderna, encara que aquesta descripció també s'associa amb el model Lambda-CDM més desenvolupat. El model FLRW va ser desenvolupat de manera independent pels autors esmentats durant les dècades de 1920 i 1930.
La mètrica FLRW s'utilitza actualment com a primera aproximació estàndard per al model cosmològic de l'univers a partir del big-bang. Atès que la mètrica FLRW assumeix homogeneïtat, s'ha especulat erròniament que aquest model del big-bang no pot explicar les variacions de temperatura de l'univers a diferents escales. Actualment, la FLRW s'utilitza com a primera aproximació per a l'evolució de l'univers perquè és simple de calcular i es pot ampliar de manera que modeli les variacions de temperatura de l'univers a diferents escales. Des del 2003, es comprenen bé les implicacions teòriques de les diferents extensions de la mètrica FLRW i es treballa per fer-les consistents amb l'evidència observacional obtinguda a partir dels satèl·lits COBE i WMAP.

## Mètrica general
La mètrica FLRW comença amb el supòsit d'homogeneïtat i isotropia de l'espai. També assumeix que el component espacial de la mètrica pot dependre del temps. La mètrica general que compleix aquestes condicions és
{\displaystyle -c^{2}\mathrm {d} \tau ^{2}=-c^{2}\mathrm {d} t^{2}+{a(t)}^{2}\mathrm {d} \mathbf {\Sigma } ^{2}}
on {\displaystyle \mathbf {\Sigma } } abasta un espai tridimensional de curvatura uniforme, és a dir, espai el·líptic, espai euclidià o espai hiperbòlic. Normalment s'escriu en funció de tres coordenades espacials, però hi ha diverses convencions per fer-ho, que es detallen a continuació. {\displaystyle \mathrm {d} \mathbf {\Sigma } } no depèn de t; tota la dependència del temps està en la funció a(t), coneguda com el «factor d'escala».

### Coordenades polars de circumferència reduïda
En coordenades polars de circumferència reduïda la mètrica espacial té la forma
{\displaystyle \mathrm {d} \mathbf {\Sigma } ^{2}={\frac {\mathrm {d} r^{2}}{1-kr^{2}}}+r^{2}\mathrm {d} \mathbf {\Omega } ^{2},\quad {\text{on }}\mathrm {d} \mathbf {\Omega } ^{2}=\mathrm {d} \theta ^{2}+\sin ^{2}\theta \,\mathrm {d} \phi ^{2}.}
k és una constant que representa la curvatura de l'espai. Hi ha dues convencions comunes d'unitats:
- k es pot considerar que té unitats de longitud−2. En aquest cas r té unitats de longitud i a(t) no té unitats. k és aleshores la curvatura gaussiana de l'espai en el moment en què a(t) = 1. r de vegades s'anomena circumferència reduïda perquè és igual a la circumferència mesurada d'un cercle (a aquest valor de r), centrat a l'origen, dividit per 2π (com el r de les coordenades de Schwarzschild). Si escau, sovint s'escull a(t) per igual a 1 en l'era cosmològica actual, de manera que {\displaystyle \mathrm {d} \mathbf {\Sigma } } mesura la distància comòbil.
- Alternativament, es pot considerar que k pertany al conjunt {−1,0,+1} (per a curvatura negativa, zero i positiva respectivament). Aleshores r no té unitats i a(t) té unitats de longitud. Quan k = ±1, a(t) és el radi de curvatura de l'espai, i també es pot escriure R(t).

Un desavantatge de les coordenades de circumferència reduïdes és que cobreixen només la meitat de la 3-esfera en el cas de curvatura positiva; les circumferències més enllà d'aquest punt comencen a disminuir, donant lloc a la degeneració. (Això no és un problema si l'espai és el·líptic, és a dir, una 3-esfera amb punts oposats identificats.)

### Coordenades hiperesfèriques
En coordenades hiperesfèriques o normalitzades per curvatura, la coordenada r és proporcional a la distància radial; això dona
{\displaystyle \mathrm {d} \mathbf {\Sigma } ^{2}=\mathrm {d} r^{2}+S_{k}(r)^{2}\,\mathrm {d} \mathbf {\Omega } ^{2}}
on {\displaystyle \mathrm {d} \mathbf {\Omega } } és com abans i
{\displaystyle S_{k}(r)={\begin{cases}{\sqrt {k}}^{\,-1}\sin(r{\sqrt {k}}),&k>0\\r,&k=0\\{\sqrt {|k|}}^{\,-1}\sinh(r{\sqrt {|k|}}),&k<0.\end{cases}}}
Com abans, hi ha dues convencions comunes d'unitats:
- k es pot considerar que té unitats de longitud−2. En aquest cas r té unitats de longitud i a(t) no té unitats. k és aleshores la curvatura gaussiana de l'espai en el moment en què a(t) = 1. Si escau, sovint s'escull a(t) per igual a 1 en l'era cosmològica actual, de manera que {\displaystyle \mathrm {d} \mathbf {\Sigma } } mesura la distància comòbil.
- Alternativament, es pot considerar que k pertany al conjunt {−1,0,+1} (per a curvatura negativa, zero i positiva respectivament). Quan k = ±1, a(t) és el radi de curvatura de l'espai, i també es pot escriure R(t). Tingueu en compte que quan k = +1, r és essencialment un tercer angle juntament amb θ i φ. La lletra χ es pot utilitzar en lloc de r.

Tot i que normalment es defineix per parts com anteriorment, S és una funció analítica tant de k com de r. També es pot escriure com una sèrie de potències
{\displaystyle S_{k}(r)=\sum _{n=0}^{\infty }{\frac {(-1)^{n}k^{n}r^{2n+1}}{(2n+1)!}}=r-{\frac {kr^{3}}{6}}+{\frac {k^{2}r^{5}}{120}}-\cdots }
o com
{\displaystyle S_{k}(r)=r\;\mathrm {sinc} \,(r{\sqrt {k}}),}
on sinc és la funció sinc no normalitzada i {\displaystyle {\sqrt {k}}} és una de les arrels quadrades imaginàries, zero o reals de k. Aquestes definicions són vàlides per a tots els k.

### Coordenades cartesianes
Quan k = 0 es pot escriure simplement
{\displaystyle \mathrm {d} \mathbf {\Sigma } ^{2}=\mathrm {d} x^{2}+\mathrm {d} y^{2}+\mathrm {d} z^{2}.}
Això es pot estendre a k ≠ 0 mitjançant la definició
{\displaystyle x=r\cos \theta \,},
{\displaystyle y=r\sin \theta \cos \phi \,}, i
{\displaystyle z=r\sin \theta \sin \phi \,},
on r és una de les coordenades radials definides anteriorment, però això és rar.

## Curvatura

### Coordenades cartesianes
En pla {\displaystyle (k=0)}, l'espai FLRW utilitza coordenades cartesianes, els components supervivents del tensor de Ricci són
{\displaystyle R_{tt}=-3{\frac {\ddot {a}}{a}},\quad R_{xx}=R_{yy}=R_{zz}=c^{-2}(a{\ddot {a}}+2{\dot {a}}^{2})}
i l'escalar de Ricci és 
{\displaystyle R=6c^{-2}\left({\frac {{\ddot {a}}(t)}{a(t)}}+{\frac {{\dot {a}}^{2}(t)}{a^{2}(t)}}\right).}

### Coordenades esfèriques
En més general, l'espai FLRW utilitza coordenades esfèriques (anomenades «coordenades polars de circumferència reduïda»), els components supervivents del tensor de Ricci són
{\displaystyle R_{tt}=-3{\frac {\ddot {a}}{a}},}
{\displaystyle R_{rr}={\frac {c^{-2}(a(t){\ddot {a}}(t)+2{\dot {a}}^{2}(t))+2k}{1-kr^{2}}}}
{\displaystyle R_{\theta \theta }=r^{2}(c^{-2}(a(t){\ddot {a}}(t)+2{\dot {a}}^{2}(t))+2k)}
{\displaystyle R_{\phi \phi }=r^{2}(c^{-2}(a(t){\ddot {a}}(t)+2{\dot {a}}^{2}(t))+2k)\sin ^{2}(\theta )}
i l'escalar de Ricci és 
{\displaystyle R=6\left({\frac {{\ddot {a}}(t)}{c^{2}a(t)}}+{\frac {{\dot {a}}^{2}(t)}{c^{2}a^{2}(t)}}+{\frac {k}{a^{2}(t)}}\right).}

## Solucions
Les equacions de camp d'Einstein no s'utilitzen per derivar la forma general de la mètrica; es desprèn de les propietats geomètriques d'homogeneïtat i isotropia. Tanmateix, determinant l'evolució temporal de {\displaystyle a(t)} requereix les equacions de camp d'Einstein juntament amb una manera de calcular la densitat, {\displaystyle \rho (t),} com una equació d'estat cosmològica.
Aquesta mètrica té una solució analítica a les equacions de camp d'Einstein {\displaystyle G_{\mu \nu }+\Lambda g_{\mu \nu }={\frac {8\pi G}{c^{4}}}T_{\mu \nu }} donant les equacions de Friedmann quan s'assumeix que el tensor energia-moment és isotròpic i homogeni. Les equacions resultants són:
{\displaystyle \left({\frac {\dot {a}}{a}}\right)^{2}+{\frac {kc^{2}}{a^{2}}}-{\frac {\Lambda c^{2}}{3}}={\frac {8\pi G}{3}}\rho }
{\displaystyle 2{\frac {\ddot {a}}{a}}+\left({\frac {\dot {a}}{a}}\right)^{2}+{\frac {kc^{2}}{a^{2}}}-\Lambda c^{2}=-{\frac {8\pi G}{c^{2}}}p.}
Aquestes equacions són la base del model cosmològic estàndard del big-bang, inclòs el model ΛCDM actual. Com que el model FLRW assumeix homogeneïtat, alguns relats populars afirmen erròniament que el model del big-bang no pot explicar la grumollitat observada de l'univers. En un model estrictament FLRW, no hi ha cúmuls de galàxies, estrelles o persones, ja que es tracta d'objectes molt més densos que una part típica de l'univers. No obstant això, el model FLRW s'utilitza com a primera aproximació per a l'evolució de l'univers real i grumós perquè és senzill de calcular, i els models que calculen la grumositat de l'univers s'afegeixen als models FLRW com a extensions. La majoria dels cosmòlegs coincideixen que l'univers observable està ben aproximat per un model gairebé FLRW, és a dir, un model que segueix la mètrica FLRW a part de les fluctuacions de densitat primordials. Les implicacions teòriques de les diverses extensions del model FLRW semblen estar ben enteses, i l'objectiu és fer-les coherents amb les observacions de COBE i WMAP.
Si l'espaitemps està connectat de manera múltiple, aleshores cada esdeveniment estarà representat per més d'una tupla de coordenades.

### Interpretació
El parell d'equacions donat anteriorment és equivalent al parell d'equacions següent
{\displaystyle {\dot {\rho }}=-3{\frac {\dot {a}}{a}}\left(\rho +{\frac {p}{c^{2}}}\right)}
{\displaystyle {\frac {\ddot {a}}{a}}=-{\frac {kc^{4}}{6}}\left(\rho +{\frac {3p}{c^{2}}}\right)+{\frac {\Lambda c^{2}}{3}}}
amb {\displaystyle k}, l'índex de curvatura espacial, que serveix com a constant d'integració per a la primera equació.
La primera equació es pot derivar també de consideracions termodinàmiques i és equivalent a la primera llei de la termodinàmica, assumint que l'expansió de l'univers és un procés adiabàtic (que s'assumeix implícitament en la derivació de la mètrica de Friedmann-Lemaître-Robertson-Walker).
La segona equació afirma que tant la densitat d'energia com la pressió provoquen la velocitat d'expansió de l'univers {\displaystyle {\dot {a}}} disminueixi, és a dir, tots dos provoquen una desacceleració en l'expansió de l'univers. Aquesta és una conseqüència de la gravitació, amb la pressió que té un paper similar al de la densitat d'energia (o massa), segons els principis de la relativitat general. La constant cosmològica, en canvi, provoca una acceleració en l'expansió de l'univers.

### Constant cosmològica
El terme constant cosmològica es pot ometre si fem les substitucions següents
{\displaystyle \rho \rightarrow \rho -{\frac {\Lambda c^{2}}{8\pi G}}}
{\displaystyle p\rightarrow p+{\frac {\Lambda c^{4}}{8\pi G}}.}
Per tant, la constant cosmològica es pot interpretar com que sorgeix d'una forma d'energia que té pressió negativa, igual en magnitud a la seva densitat d'energia (positiva):
{\displaystyle p=-\rho c^{2}\,}
que és una equació de l'estat del buit amb l'energia fosca.
Un intent de generalitzar-ho
{\displaystyle p=w\rho c^{2}\,}
no tindria invariància general sense més modificacions.
De fet, per obtenir un terme que provoqui una acceleració de l'expansió de l'univers, n'hi ha prou amb tenir un camp escalar que satisfaci
{\displaystyle p<-{\frac {\rho c^{2}}{3}}.\,}
Aquest camp de vegades s'anomena quintaessència.

### Interpretació newtoniana
Això es deu a McCrea i Milne, encara que de vegades s'atribueix incorrectament a Friedmann. Les equacions de Friedmann són equivalents a aquest parell d'equacions:
{\displaystyle -a^{3}{\dot {\rho }}=3a^{2}{\dot {a}}\rho +{\frac {3a^{2}p{\dot {a}}}{c^{2}}}\,}
{\displaystyle {\frac {{\dot {a}}^{2}}{2}}-{\frac {G{\frac {4\pi a^{3}}{3}}\rho }{a}}=-{\frac {kc^{2}}{2}}\,.}
La primera equació diu que la disminució de la massa continguda en un cub fix (l'aresta del qual és momentàniament a) és la quantitat que surt pels costats a causa de l'expansió de l'univers més l'equivalent en massa del treball realitzat per la pressió contra el material sent expulsat. Aquesta és la conservació de la massa-energia (primera llei de la termodinàmica) continguda dins d'una part de l'univers.
La segona equació diu que l'energia cinètica (vista des de l'origen) d'una partícula de massa unitària que es mou amb l'expansió més la seva energia potencial gravitatòria (negativa) (relativa a la massa continguda en l'esfera de matèria més propera a l'origen) és igual. a una constant relacionada amb la curvatura de l'univers. En altres paraules, es conserva l'energia (relativa a l'origen) d'una partícula que es mou en caiguda lliure. La relativitat general només afegeix una connexió entre la curvatura espacial de l'univers i l'energia d'aquesta partícula: l'energia total positiva implica curvatura negativa i l'energia total negativa implica curvatura positiva.
Se suposa que el terme constant cosmològica es tracta com a energia fosca i, per tant, es fusiona amb els termes de densitat i pressió.
Durant l'època de Planck, no es poden descuidar els efectes quàntics. Per tant, poden provocar una desviació de les equacions de Friedmann.

## Nom i història
El matemàtic soviètic Alexander Friedmann va derivar per primera vegada els principals resultats del model FLRW el 1922 i el 1924. Tot i que la prestigiosa revista de física Zeitschrift für Physik va publicar el seu treball, va passar relativament desapercebut pels seus contemporanis. Friedmann estava en comunicació directa amb Albert Einstein, qui, en nom de Zeitschrift für Physik, va actuar com a àrbitre científic del treball de Friedmann. Finalment, Einstein va reconèixer la correcció dels càlculs de Friedmann, però no va poder apreciar la importància física de les prediccions de Friedmann. Friedmann va morir el 1925.
El 1927, Georges Lemaître, un sacerdot belga, astròfísic i professor periòdic de física a la Universitat Catòlica de Lovaina, va arribar de manera independent a resultats semblants als de Friedmann i els va publicar als Annales de la Société Scientifique de Bruxelles. Davant l'evidència observacional de l'expansió de l'univers obtinguda per Edwin Hubble a finals de la dècada del 1920, els resultats de Lemaître van ser notats en particular per Arthur Eddington, i el 1930-1931 el document de Lemaître va ser traduït a l'anglès i publicat al Monthly Notices of the Royal Astronomical Society.
Howard P. Robertson (dels Estats Units d'Amèrica) i Arthur Geoffrey Walker (del Regne Unit) van explorar més el problema durant la dècada del 1930. El 1935, Robertson i Walker van demostrar rigorosament que la mètrica FLRW és l'única en un espaitemps que és espacialment homogeni i isòtrop (com s'ha indicat anteriorment, aquest és un resultat geomètric i no està lligat específicament a les equacions de la relativitat general, que sempre es van suposar) de Friedmann i Lemaître).
Aquesta solució, sovint anomenada mètrica de Robertson-Walker, ja que van demostrar les seves propietats genèriques, és diferent dels models dinàmics Friedmann-Lemaître, que són solucions específiques per a a(t) que suposen que les úniques contribucions a l'estrès-energia són matèria freda («pols»), radiació i una constant cosmològica.

## El radi de l'univers d'Einstein
El radi de l'univers d'Einstein és el radi de curvatura de l'espai de l'univers d'Einstein, un model estàtic abandonat durant molt de temps que se suposa que representava el nostre univers en forma idealitzada. Posant
{\displaystyle {\dot {a}}={\ddot {a}}=0}
a l'equació de Friedmann, el radi de curvatura de l'espai d'aquest univers (radi d'Einstein) és
{\displaystyle R_{E}=c/{\sqrt {4\pi G\rho }}},
on {\displaystyle c} és la velocitat de la llum, {\displaystyle G} és la constant gravitatòria newtoniana, i {\displaystyle \rho } és la densitat de l'espai d'aquest univers. El valor numèric del radi d'Einstein és de l'ordre de 10¹⁰ anys llum.

## Estat actual
És l'univers homogeni i isòtrop a escales prou grans, tal com afirma el principi cosmològic i assumit per tots els models que utilitzen la mètrica de Friedmann–Lemaître–Robertson–Walker, inclosa la versió actual de ΛCDM, o és l'univers no homogèni o anisòtrop?
El dipol CMB és purament cinemàtic o indica una possible ruptura de la mètrica FLRW?
Fins i tot si el principi cosmològic és correcte, és vàlida la mètrica de Friedmann–Lemaître–Robertson–Walker a l'univers tardà?
(vegeu també Llista de problemes no resolts de física)
El model estàndard actual de cosmologia, el model Lambda-CDM, utilitza la mètrica FLRW. En combinar les dades d'observació d'alguns experiments com WMAP i Planck amb els resultats teòrics del teorema d'Ehlers-Geren-Sachs i la seva generalització, els astrofísics estan d'acord que l'univers primerenc és gairebé homogeni i isòtrop (quan es fa una mitjana a una escala molt gran) i, per tant, gairebé un espai-temps FLRW. Dit això, els intents de confirmar la interpretació purament cinemàtica del dipol de fons de microones còsmics (CMB) mitjançant estudis de radiogalàxies i quàsars mostren un desacord en la magnitud. Preses al seu valor nominal, aquestes observacions estan en desacord amb l'Univers descrit per la mètrica FLRW. A més, es pot argumentar que hi ha un valor màxim per a la constant de Hubble dins d'una cosmologia FLRW tolerada per les observacions actuals, {\displaystyle H_{0}=71\pm 1} km/s/Mpc, i depenent de com convergeixen les determinacions locals, això pot apuntar a un desglossament de la mètrica FLRW a l'univers tardà, la qual cosa requereix una explicació més enllà de la mètrica FLRW.